# HBS-Craeyenhout (fotbal)
H.B.S. Craeyenhout, sau pe scurt HBS, este un club de fotbal din Haga, Țările de Jos. Este parte a clubului sportiv HBS-Craeyenhout, care are mai multe secții sportive printre care și de cricket și hochei.

## Palmares
- Campioană Eredivisie (3): 1903-1904, 1905–1906, 1924–1925
- Cupa Olandei (2): 1901, 1908

Finalistă (5): 1902, 1903, 1905, 1915, 1916

## Lotula actual
La 1 februarie 2014
| Nr. |               | Poziție | Jucător           |
| --- | ------------- | ------- | ----------------- |
| 1   | Țările de Jos | P       | Gianni Kamperveen |
| 2   | Țările de Jos | F       | Niels van Pelt    |
| 3   | Țările de Jos | F       | Bart Koffeman     |
| 4   | Țările de Jos | F       | Ricardo Samoender |
| 5   | Țările de Jos | F       | Jan-Paul Saeijs   |
| 6   | Țările de Jos | M       | Edwin de Graaf    |
| 7   | Țările de Jos | M       | Jochem Hendriks   |
| 8   | Țările de Jos | M       | Cor Roeleveld     |
| 9   | Țările de Jos | F       | Mike van Toor     |
| 10  | Țările de Jos | A       | Tjeerd Westdijk   |
| 11  | Țările de Jos | A       | Remco Klaasse     |
| 12  | Țările de Jos | A       | Sami Aoulad Said  |

| Nr. |               | Poziție | Jucător                    |
| --- | ------------- | ------- | -------------------------- |
| 13  | Țările de Jos | M       | Kevin Schutte              |
| 14  | Țările de Jos | A       | Jasper Roberti             |
| 15  | Țările de Jos | M       | Berend Kaster              |
| 16  | Țările de Jos | F       | Mahjoub Mathlouthi         |
| 17  | Țările de Jos | P       | Danny Gout                 |
| 18  | Țările de Jos | M       | Rick de Bruin              |
| 19  | Țările de Jos | M       | Jeroen Folkers             |
| 20  | Țările de Jos | F       | Arthur van der Kaay Rijers |
| 21  | Țările de Jos | A       | Edin Sylejmani             |
| 23  | Țările de Jos | M       | Mike de Geer (captain)     |
| 25  | Țările de Jos | F       | Steve van Kesteren         |